# Емунд III Старий
Емунд III Старий (1000 — 1060) — король Швеції у 1050–1060 роках. Представник династії Інґлінґів.

## Життєпис
Син Улофа III, короля Швеції, та Едли, вендської бранки. Про молоді роки мало відомостей. За правління свого зведеного брата Анунда Якоба зберігав вірність, в усьому допомагаючи королю.
У 1050 році після смерті свого брата успадкував трон. Здебільшого зосередив зусилля на внутрішній політиці. Тут, з одного боку, підтримував поширення та зміцнення християнства в країні, з іншого, виступив проти всевладдя архієпископів Бременсько-гамбурзьких. Намагався збільшити королівський вплив на церкву. Для цього запросив англійських місіонерів, щоб не залежати від франкських на чолі з Асмундом, якого підтримував його родич Стенкіль Раґнвалдсон. Ця боротьба тривала з перемінним успіхом. Невідомо за яких обставин помер Емунд Старий: або своєю смертю або був скинутий з трону Стенкілем. Останній у 1060 році став новим королем, заснувавши власну династію.